# Uniwersytet Alberty
Uniwersytet Alberty (ang. University of Alberta) – kanadyjski uniwersytet publiczny w Edmonton, w prowincji Alberta, założony w 1906, otwarty w 1908. 
W roku akademickim 2016/2017 miał 4084 wykładowców i 33846 studentów.